# Dactylortyx thoracicus
La quaglia canora (Dactylortyx thoracicus (Gambel, 1848)), è un uccello della famiglia Odontophoridae che vive in centro America. È l'unica specie del suo genere.

## Distribuzione e habitat
L'areale di questa specie va dal centro del Messico al centro del Guatemala ed è estremamente frammentato.

## Tassonomia
Questa specie comprende 11 sottospecie:
- Dactylortyx thoracicus pettingilli Warner & Harrell, 1957
- Dactylortyx thoracicus thoracicus (Gambel, 1848)
- Dactylortyx thoracicus sharpei (Nelson, 1903)
- Dactylortyx thoracicus paynteri Warner & Harrell, 1955
- Dactylortyx thoracicus devius(Nelson, 1898)
- Dactylortyx thoracicus melodus Warner & Harrell, 1957
- Dactylortyx thoracicus chiapensis (Nelson, 1898)
- Dactylortyx thoracicus dolichonyx Warner & Harrell, 1957
- Dactylortyx thoracicus salvadoranus Dickey & van Rossem, 1928
- Dactylortyx thoracicus fuscus Conover, 1937
- Dactylortyx thoracicus conoveri Warner & Harrell, 1957